# الحسن لمرابط
الحسن لمرابط ((بالإنجليزية: El Hacen Lemrabott)؛ مواليد 24 مارس 1997) هو لاعب كرة قدم موريتاني محترف يشغل مركز مدافع (كرة قدم)، ويلعب حاليًا مع نادي نادي نواديبو في دوري الدرجة الأولى الموريتاني.

## الإنجازات
نواديبو
- دوري الدرجة الأولى الموريتاني: 2017–18، 2018–19، 2019–20، 2022–23، 2023–24، 2024–25[3]
- كأس رئيس موريتانيا: 2017، 2018، 2023[3]
- كأس السوبر الموريتاني: 2018[3]